# Grupo de los XI

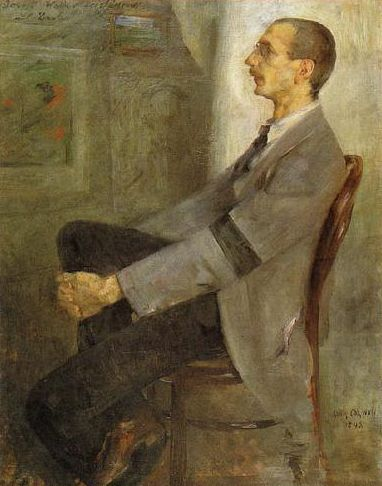
Walter Leistikow, por Lovis Corinth, 1893

Junto con la Secesión de Múnich, el grupo de artistas de Berlín denominado Grupo de los XI, fue la asociación de artistas más importante de Alemania para emanciparse de la escena artística existente. Fue fundado el 5 de febrero de 1892 basado en el ejemplo del grupo de artistas de Bruselas Les Vingt, que existía desde 1883, y se disolvió en 1898 con la fundación de la Secesión de Berlín.

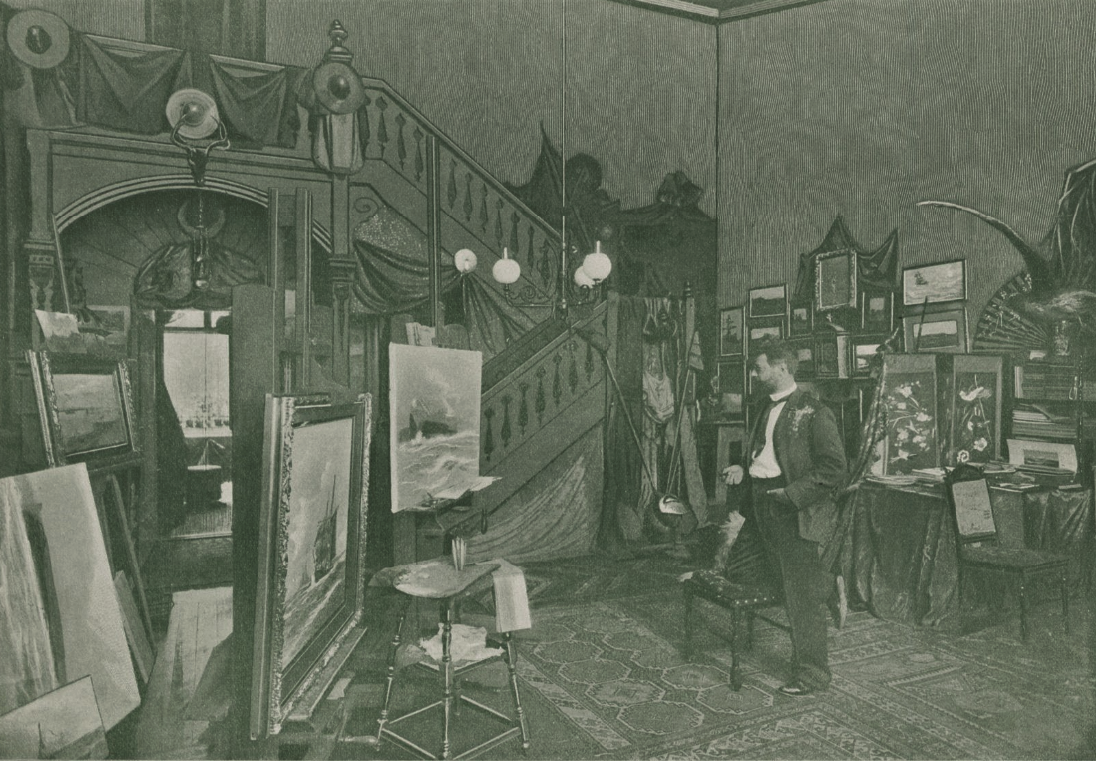
Hugo Schnars-Alquist en su taller en 1898

## Miembros

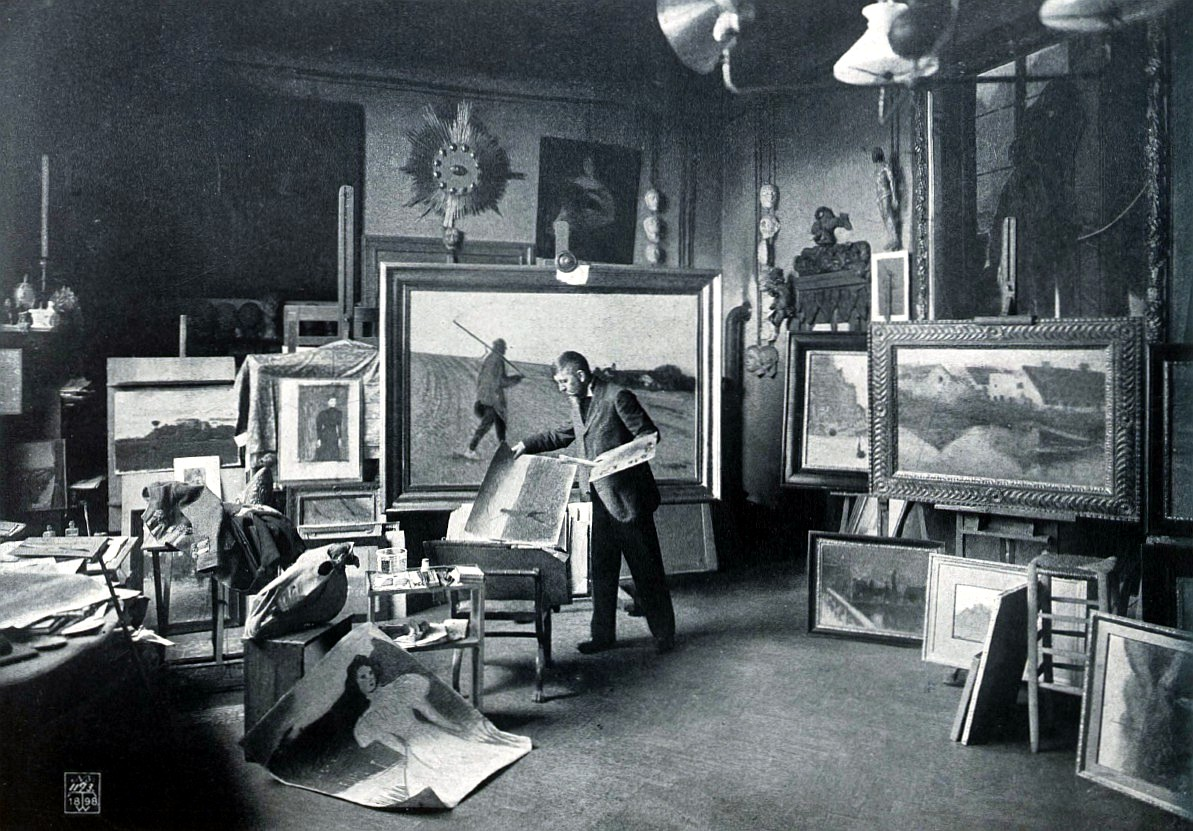
Franz Skarbina en su taller en 1898

Estos nueve artistas asistieron a las reuniones regulares que tuvieron lugar inmediatamente antes de la fundación:
- Jacob Alberts (1860–1941)
- Hans Herrmann (1858–1942) – Mitglied bis 1898
- Ludwig von Hofmann (1861–1945)
- Walter Leistikow (1865–1908)
- George Mosson (1851–1933)
- Konrad Müller-Kurzwelly (1855–1914) – Mitglied bis 1894
- Hugo Schnars-Alquist (1855–1939)
- Friedrich Stahl (1863–1940)
- Hugo Vogel (1855–1934) – Mitglied bis 1898

Tras su decisión de fundar la asociación de artistas, estos nueve miembros buscaron con éxito el apoyo y la participación de otros dos pintores más conocidos en los círculos artísticos de la época.
- Max Lieberman (1847-1935)
- Franz Skarbina (1849-1910)

El número de once miembros se mantuvo constante, siendo reemplazados los artistas que renunciaban por otros:
- 1894 Max Klinger (1857-1920)
- 1898 Dora Hitz (1856-1924)
- 1898 Martin Brandeburg (1870-1919)

No hubo una tendencia artística uniforme, si se prescinde de un giro hacia los retratos, la naturaleza, la esfera privada, la atmósfera y, por lo tanto, las pinturas de paisajes.

## Historia

### Antecedentes

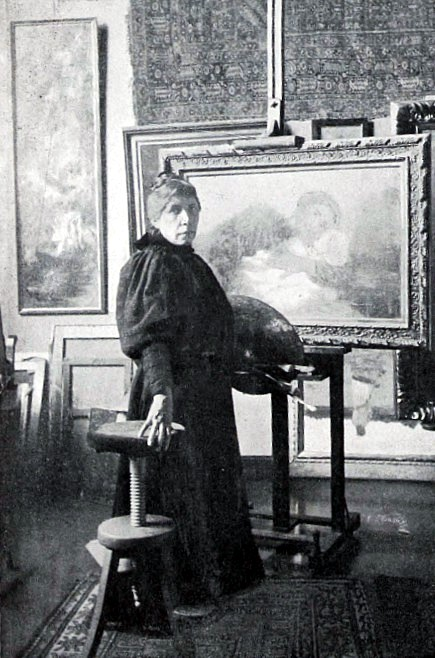
Dora Hitz en 1898

El káiser Guillermo II apoyó los movimientos artísticos tradicionales (historicismo) y se pronunció en contra de estilos más modernos (expresionismo o impresionismo) que no correspondían a su idea del arte. Desarrolló una gran ambición para dirigir él mismo el arte de su tiempo. Su pintor y asesor artístico favorito fue Anton von Werner (1843-1915), era al mismo tiempo presidente de la Asociación de Artistas de Berlín y director de la Real Academia de las Artes. La Gran Exposición de Arte de Berlín, anual, era organizada por la Asociación de Artistas de Berlín y siguió siendo el escaparate del negocio del arte establecido. Los artistas con nuevas formas de expresión no tuvieron oportunidad de presentar allí sus obras a un público amplio.

### Objeto y actividades de los "Once"
La asociación de los XI inicialmente se autodenominó “Asociación libre para la organización de exposiciones artísticas”. El objetivo era presentar y vender obras propias, que no eran accesibles en el mundo del arte establecido, al público. También querían revolucionar la vida artística en Berlín y oponerse al concepto de arte prusiano con una alternativa.
Walter Leistikow escribió sobre esto en 1896:

Was uns zusammenführte, war allein der Wunsch, eine kleine gemeinsame Ausstellung zu arrangieren, in der jeder frei und ungeniert, ohne Rücksicht auf Wünsche und Liebhabereien des kaufenden Publikums, ohne ängstliches Schielen auf Paragraphen der Ausstellungsprogramme sich geben konnte.  … Von dieser Idee versprachen wir uns Vergnügen und der Kunst der Hauptstadt … nun ja, vielleicht ein bisschen Erfrischung, ein bisschen Erregung – und damit: Leben.

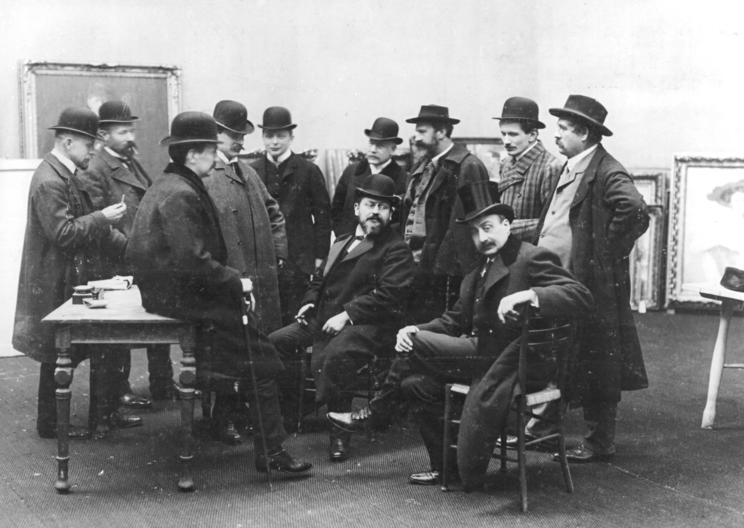
Jurado de la exposición Berlin Secession, 1908, con George Mosson (sexto desde la izquierda, de pie). (También desde la izquierda: Fritz Klimsch, August Gaul, Walter Leistikow, Hans Baluschek, Paul Cassirer, Max Slevogt (sentado), Max Kruse (de pie), Max Liebermann (sentado), Emil Rudolf Weiß (de pie), Lovis Corinth (de pie))

- “Lo que nos unió fue el único deseo de organizar una pequeña exposición conjunta en la que todos pudieran presentarse libremente, independientemente de los deseos y aficiones del público comprador, sin entrecerrar los ojos con ansiedad en los párrafos de los programas de la exposición. … A partir de esta idea nos prometimos el placer y el arte de la capital… bueno, tal vez un poco de refresco, un poco de emoción – y con eso: la vida”.

La primera de estas exposiciones anuales fue inaugurada por los "Once" el 3 de abril de 1892 en el salón de arte de Eduard Schulte en Unter den Linden.

### Asociación Libre de Artistas
Artículo principal: El caso Munch
En 1892, el Verein Berliner Künstler organizó la primera exposición del pintor noruego Edvard Munch en Alemania. Las 55 obras provocaron inmediatamente un gran rechazo: la asociación cerró la muestra anticipadamente solo siete días después de la inauguración. Como protesta contra el cierre, se fundó una Asociación de Artistas Libres de corta duración con la participación considerable del grupo de los XI, y continuó el proceso de división en la Asociación de Artistas de Berlín.

### Disolución del grupo
La Secesión de Berlín se fundó en 1898 con Max Liebermann como presidente, lo que supuso también la disolución del grupo de los XI, ya que ocho de los antiguos miembros se unieron a la Secesión.